# Ермолино (Владимирская область)
Ермолино — деревня в Петушинском районе Владимирской области, входит в состав Петушинского сельского поселения.

## География
Деревня расположена на берегу речки Ласка в 14 км на север от райцентра города Петушки. 

## История
В конце XIX — начале XX века деревня входила в состав Жаровской волости Покровского уезда Владимирской губернии, с 1921 года — в составе Орехово-Зуевского уезда Московской губернии, с 1924 года — в составе Воспушенской волости. В 1859 году в деревне числилось 32 двора, в 1905 году — 33 двора, в 1926 году — 47 дворов.
С 1929 года деревня входила в состав Кобяковского сельсовета Петушинского района Московской области, с 1944 года — в составе Владимирской области, с 1954 года — в составе Воспушенского сельсовета, с 2005 года — в составе Петушинского сельского поселения.
В 1986 году к деревне присоединена упразднённая деревня Санино.

## Население
| 1859 | 1905 | 1926 | 2002 | 2010 | 2021 |
| ---- | ---- | ---- | ---- | ---- | ---- |
| 191  | ↗260 | ↘190 | ↘20  | →20  | ↘10  |